# Josimar (futbolista nacido en 1986)
Josimar Rosado da Silva Tavares (Pelotas, Río Grande del Sur, 18 de agosto de 1986-La Unión, Antioquia, 28 de noviembre de 2016), conocido deportivamente como Josimar, fue un futbolista brasileño. Jugaba de centrocampista y su último club fue el Chapecoense de la Serie A de Brasil.

## Carrera
Su primera oportunidad en el Internacional fue en 2007, a los 20 años, jugando para el equipo B que representó al club en las primeras rondas del Campeonato Gaúcho. Después de eso, él sería cedido a Brasil de Pelotas, Fortaleza y Al-Watani de Arabia Saudita.
Regresó al Inter en 2009, siendo titular en el mediocampo del equipo B durante la Copa Arthur Dallegrave (FGF), en la que Inter fue campeón. Con la conquista del título estatal, el grupo B representó a Internacional en los primeros partidos del Gauchão 2010, con Josimar nuevamente al mando del mediocampo colorado. Con buenas actuaciones rápidamente ascendió al primer equipo.
En mayo de 2010 se anunció su préstamo a Ponte Preta para la disputa de la Serie B del Brasileirão.
Volvió al Internacional en 2012. Disputó la titularidad en el mediocampo colorado, después de haber sido inscripto en Pre-Libertadores. A pesar de ser sustituido por Dátolo en la lista de buena fe de la competencia, continuó siendo convocado por el entrenador Dorival Júnior. Con la clasificación colorada a los octavos de final de la Libertadores, fue reinscripto.
Después de años en el Inter, Josimar anotó su primer gol para el club en partidos oficiales el 2 de septiembre de 2012, en un partido contra el Flamengo. En esa ocasión, el Inter ganó 4 a 1. En 2013, ganó el puesto de titular con el entrenador Dunga, con quien tenía que ir al ataque y disparar muchas veces al arco rival.
En 2014, por indicación del director técnico Gilson Kleina, que trabajaba en Ponte Preta, fue cedido al Palmeiras hasta el final del año. Después de la derrota 6-0 que sufrió de parte de Goiás, Josimar sufrió intentos de agresión y fue aprobado su préstamo al Ponte Preta.

## Muerte
Josimar fue una de las víctimas fatales de la caída del vuelo 2933 de LaMia, el 28 de noviembre de 2016. El avión que llevaba al equipo del Chapecoense a Medellín, donde jugaría el partido de ida de la final de la Copa Sudamericana 2016. Además del plantel de Chapecoense, el avión también se llevó a 21 periodistas brasileños que cubrirían el partido contra el Atlético Nacional de Colombia.

## Trayectoria
| Club                         | País           | Año         |
| ---------------------------- | -------------- | ----------- |
| Internacional                | Brasil         | 2007 - 2009 |
| Brasil de Pelotas (préstamo) | Brasil         | 2008        |
| Fortaleza (préstamo)         | Brasil         | 2008        |
| Al-Watani (préstamo)         | Arabia Saudita | 2009        |
| Internacional                | Brasil         | 2010 - 2015 |
| Ponte Preta (préstamo)       | Brasil         | 2010 - 2011 |
| Palmeiras (préstamo)         | Brasil         | 2014        |
| Ponte Preta (préstamo)       | Brasil         | 2014 - 2015 |
| Chapecoense                  | Brasil         | 2016        |

## Palmarés

### Títulos nacionales
| Título                 | Club            | País   | Año  |
| ---------------------- | --------------- | ------ | ---- |
| Copa FGF               | Internacional B | Brasil | 2009 |
| Taça Farroupilha       | Internacional   | Brasil | 2012 |
| Campeonato Gaúcho      | Internacional   | Brasil | 2012 |
| Taça Piratini          | Internacional   | Brasil | 2013 |
| Taça Farroupilha       | Internacional   | Brasil | 2013 |
| Campeonato Gaúcho      | Internacional   | Brasil | 2013 |
| Campeonato Catarinense | Chapecoense     | Brasil | 2016 |

### Títulos internacionales
| Título            | Equipo      | Sede            | Año  |
| ----------------- | ----------- | --------------- | ---- |
| Copa Sudamericana | Chapecoense | América del Sur | 2016 |